# Jacky Aucouturier
Pour les articles homonymes, voir Aucouturier.
Jacky Aucouturier (né en 1952) est vielleur et professeur honoraire de vielle à roue.

## Biographie
Il quitte la Société des Gâs du Berry pour créer en 1977 la première classe de vielle au sein du Département de Musique Traditionnelle du Conservatoire de Châteauroux où il a enseigné jusqu'en 2013. Initié à la vielle par Albert Daugeron (1914-1999), il lui rend hommage en dirigeant le documentaire Albert Daugeron, itinéraire d'une vie de musicien en 1998. Il accompagna parfois le conteur Jean-Louis Boncoeur lors de ses représentations.
Son enseignement part d'un apprentissage systématique et intransigeant du jeu de percussion : le détaché. Il est également attentif au jeu de clavier, mettant la virtuosité au service du chant, ou du contrechant si la vielle accompagne. Il a ainsi formé de nombreux instrumentistes.